# Batu Hampar (Koto XI Tarusan)
Batu Hampar is een bestuurslaag in het regentschap Zuid-Pesisir van de provincie West-Sumatra, Indonesië. Batu Hampar telt 3017 inwoners (volkstelling 2010).